# Зурдинов, Аширали Зурдинович
Аширали Зурдинович Зурдинов (28 декабря 1946 — 19 сентября 2023) — киргизский учёный в области фармакологии, доктор медицинских наук, профессор, академик Национальной академии наук Кыргызской Республики.

## Биография
Родился в селе Савай Карасууского района Ошской области.
В 1962 году в 15-летнем возрасте поступил в Киргизский государственный медицинский институт и в 1968 году с отличием его окончил. Был оставлен на кафедре фармакологии в качестве ассистента. В 1971 году поступил в аспирантуру и досрочно защитил кандидатскую диссертацию «Фармакодинамика оксибутирата натрия и гексенала в условиях высокогорья», написанную под руководством профессора М. Т. Нанаевой.
В 1984—1987 годах учился в докторантуре в НИИ фармакологии АМН СССР и в Институте медико-биологических проблем МЗ СССР. В 1987 году защитил докторскую диссертацию. В 1990 году присвоено учёное звание профессора.
В 1988—1992 годах проректор по науке, с 1997 года заведующий кафедрой базисной и клинической фармакологии Кыргызской государственной медицинской академии имени И. К. Ахунбаева. С 13 марта 2009 по 1 июня 2016 года — ректор КГМА.
В 1998 году организовал и до 2016 года возглавлял Фармакологический комитет министерства здравоохранения КР.
По совместительству — профессор кафедры базисной и клинической фармакологии Кыргызско-Российского Славянского университета имени Б. Н. Ельцина.
В мае 2006 года избран членом-корреспондентом НАН Кыргызстана. В 2021 году избран академиком Национальной академии наук КР.
Автор более 250 научных работ, 2 патентов Российской Федерации, 16 патентов Кыргызской Республики.
Под его руководством защищено 35 кандидатских диссертаций.
Зам. главного редактора первого выпуска (1997) и главный редактор 2, 3 и 4-го изданий (1999, 2003 и 2010) Формуляра основных лекарственных средств Кыргызской Республики.
Отличник здравоохранения СССР (1991). Заслуженный деятель науки КР (1996).